# Wild Horses (Gino Vannelli)
Wild Horses is een nummer van de Canadese muzikant Gino Vannelli. Het is de eerste single van zijn negende studioalbum Big Dreamers Never Sleep uit 1987. In maart dat jaar werd het nummer op single uitgebracht.

## Achtergrond
De plaat was alleen in thuisland Canada, Duitsland, Australië, de VS, Zuid-Afrika en het Nederlandse taalgebied (redelijk) succesvol. In  Canada bereikte de plaat de 7e positie, Australië de 9e, de VS de 55e, Zuid-Afrika zelfs de nummer 1-positie en in Duitsland de 30e positie.
In Nederland was de plaat op zaterdag 4 april 1987 Favorietschijf bij de NCRV op Radio 3 en werd een radiohit in de destijds twee landelijke hitlijsten op de nationale publieke popzender. De plaat bereikte de 7e positie in de Nederlandse Top 40 en de 14e positie in de Nationale Hitparade Top 100. In de Europese hitlijst op Radio 3, de TROS Europarade, werd géén notering behaald.
In België bereikte de plaat de 13e positie in de voorloper van de Vlaamse Ultratop 50 en de 19e positie in de Vlaamse Radio 2 Top 30. In Wallonië werd géén notering behaald.
In de sinds december 1999 jaarlijks uitgezonden NPO Radio 2 Top 2000 van de Nederlandse publieke radiozender NPO Radio 2 stond de plaat uitsluitend in  2004 en 2005 in de lijst der lijsten genoteerd, met als hoogste notering een 1734e positie in 2005.

## NPO Radio 2 Top 2000
| Nummer met noteringen in de NPO Radio 2 Top 2000 | '04  | '05  | '06 | '07  |
| ------------------------------------------------ | ---- | ---- | --- | ---- |
| Wild Horses                                      | 1930 | 1734 | -   | 1986 |

1. ↑  Een '-' betekent dat het nummer niet was genoteerd en een vetgedrukt getal geeft de hoogste notering aan.
2. ↑  2004 was het eerste jaar met een notering voor dit nummer.
3. ↑  Deze tabel is bijgewerkt tot en met de laatste editie (2024).